# Copa del Emperador 2009
La 89.ª Copa del Emperador (第89回天皇杯全日本サッカー選手権大会 Dai 89-kai Tennōhai Zennihon Sakkā Senshuken Taikai?) fue la edición 2009 de dicha competición de fútbol, la más antigua de Japón. El torneo comenzó el 19 de septiembre de 2009 y terminó el 1 de enero de 2010.
El campeón fue Gamba Osaka, tras vencer en la final a Nagoya Grampus. De esta manera, el conjunto del Kansai revalidó el título obtenido el año anterior. Por lo mismo, disputó la Supercopa de Japón 2010 ante Kashima Antlers, ganador de la J. League Division 1 2009, y aseguró su cupo en la Liga de Campeones de la AFC 2010.

## Calendario
| Etapa            | Fechas                                     | Número de equipos participantes | Observaciones |
| ---------------- | ------------------------------------------ | ------------------------------- | --- |
| Primera ronda    | 19, 20 y 21 de septiembre de 2009          | 48 (1+47) → 24                  | - 1: universidad - 47: ganadores de copas prefecturales                                                                |
| Segunda ronda    | 10, 11 y 12 de octubre de 2009             | 64 (18+18+4+24) → 32            | - 18: clubes de la J1 - 18: clubes de la J2 - 4: clubes cabezas de serie de la JFL - 24: ganadores de la Primera ronda |
| Tercera ronda    | 31 de octubre, 1 (11) de noviembre de 2009 | 32 → 16                         | - Participación de los ganadores de la Segunda ronda                                                                   |
| Cuarta ronda     | 14 y 15 de noviembre de 2009               | 16 → 8                          | - Participación de los ganadores de la Tercera ronda                                                                   |
| Cuartos de final | 12 y 13 de diciembre de 2009               | 8 → 4                           | - Participación de los ganadores de la cuarta ronda                                                                    |
| Semifinales      | 29 de diciembre de 2009                    | 4 → 2                           | - Participación de los ganadores de los cuartos de final                                                               |
| Final            | 1 de enero de 2010                         | 2 → 1                           | - Participación de los ganadores de las semifinales                                                                    |

1. ↑  Sólo para los partidos de los equipos finalistas de la Copa J. League 2009 (F.C. Tokyo y Kawasaki Frontale).

## Equipos participantes

### J. League Division 1
- Montedio Yamagata
- Kashima Antlers
- Urawa Red Diamonds
- Omiya Ardija
- JEF United Chiba
- Kashiwa Reysol
- F.C. Tokyo
- Kawasaki Frontale
- Yokohama F. Marinos
- Albirex Niigata
- Shimizu S-Pulse
- Júbilo Iwata
- Nagoya Grampus
- Kyoto Sanga
- Gamba Osaka
- Vissel Kobe
- Sanfrecce Hiroshima
- Oita Trinita

### J. League Division 2
- Consadole Sapporo
- Vegalta Sendai
- Mito HollyHock
- Tochigi S.C.
- Thespa Kusatsu
- Tokyo Verdy
- Yokohama F.C.
- Shonan Bellmare
- Ventforet Kofu
- Kataller Toyama
- F.C. Gifu
- Cerezo Osaka
- Fagiano Okayama
- Tokushima Vortis
- Ehime F.C.
- Avispa Fukuoka
- Sagan Tosu
- Roasso Kumamoto

### Japan Football League
- Sagawa Shiga
- Gainare Tottori
- Yokogawa Musashino F.C.
- JEF Reserves

### Universidades
- Universidad de Fukuoka

### Representantes de las prefecturas
- F.C. Kariya
- TDK
- Universidad de Hachinohe
- Universidad Juntendō
- Ehime FC Shimanami
- Saurcos Fukui
- New Wave Kitakyushu
- Fukushima United
- F.C. Gifu Second
- Arte Takasaki
- Universidad de Fukuyama
- Norbritz Hokkaido
- Universidad Kwansei Gakuin
- Universidad Ryūtsū Keizai
- Zweigen Kanazawa
- Grulla Morioka
- Kamatamare Sanuki
- Instituto Nacional de Fitness y Deportes en Kanoya
- Universidad de Tokai
- Sagawa Printing S.C.
- Universidad de Kōchi
- Universidad Kumamoto Gakuen
- Universidad Mie Chūkyō
- Sony Sendai
- Honda Lock
- Matsumoto Yamaga
- V-Varen Nagasaki
- Nara Club
- JAPAN Soccer College
- Universidad Nippon Bunri
- Mitsubishi Mizushima
- Okinawa Kariyushi
- Universidad de Kansai
- Escuela Secundaria Saga Higashi
- Universidad Shōbi Gakuen
- Biwako Seikei Sports College
- Hamada FC Cosmos
- Honda F.C.
- Vertfee Takahara Nasu
- Universidad de Meiji
- Tokushima Vortis Second
- S.C. Tottori Dreams
- Valiente Toyama
- Arterivo Wakayama
- Parafrente Yonezawa
- Renofa Yamaguchi
- F.C. Koon

## Resultados

### Primera ronda
| Fecha           | Ciudad | Local        | Resultado | Visitante    |
| --------------- | ------ | ------------ | --------- | ------------ |
| 1 de septiembre |        | Bandera de ? |           | Bandera de ? |
| 1 de septiembre |        | Bandera de ? |           | Bandera de ? |
| 1 de septiembre |        | Bandera de ? |           | Bandera de ? |
| 1 de septiembre |        | Bandera de ? |           | Bandera de ? |
| 1 de septiembre |        | Bandera de ? |           | Bandera de ? |
| 1 de septiembre |        | Bandera de ? |           | Bandera de ? |
| 1 de septiembre |        | Bandera de ? |           | Bandera de ? |
| 1 de septiembre |        | Bandera de ? |           | Bandera de ? |
| 1 de septiembre |        | Bandera de ? |           | Bandera de ? |
| 1 de septiembre |        | Bandera de ? |           | Bandera de ? |
| 1 de septiembre |        | Bandera de ? |           | Bandera de ? |
| 1 de septiembre |        | Bandera de ? |           | Bandera de ? |
| 1 de septiembre |        | Bandera de ? |           | Bandera de ? |
| 1 de septiembre |        | Bandera de ? |           | Bandera de ? |
| 1 de septiembre |        | Bandera de ? |           | Bandera de ? |
| 1 de septiembre |        | Bandera de ? |           | Bandera de ? |
| 1 de septiembre |        | Bandera de ? |           | Bandera de ? |
| 1 de septiembre |        | Bandera de ? |           | Bandera de ? |
| 1 de septiembre |        | Bandera de ? |           | Bandera de ? |
| 1 de septiembre |        | Bandera de ? |           | Bandera de ? |
| 1 de septiembre |        | Bandera de ? |           | Bandera de ? |
| 1 de septiembre |        | Bandera de ? |           | Bandera de ? |
| 1 de septiembre |        | Bandera de ? |           | Bandera de ? |
| 1 de septiembre |        | Bandera de ? |           | Bandera de ? |

### Segunda ronda
| Fecha         | Ciudad      | Local               | Resultado   | Visitante                                          |
| ------------- | ----------- | ------------------- | ----------- | -------------------------------------------------- |
| 11 de octubre | Kashima     | Kashima Antlers     | 1:0         | Arte Takasaki                                      |
| 11 de octubre | Matsuyama   | Ehime F.C.          | (2) 2:2 (4) | Avispa Fukuoka                                     |
| 11 de octubre | Kōbe        | Vissel Kobe         | 5:0         | Universidad de Tokai                               |
| 11 de octubre | Kashiwa     | Kashiwa Reysol      | (4) 0:0 (2) | JEF Reserves                                       |
| 11 de octubre | Hiroshima   | Sanfrecce Hiroshima | 5:0         | JAPAN Soccer College                               |
| 10 de octubre | Saga        | Sagan Tosu          | 5:0         | Escuela Secundaria Saga Higashi                    |
| 11 de octubre | Suita       | Gamba Osaka         | 5:2         | Universidad Ryūtsū Keizai                          |
| 10 de octubre | Hitachinaka | Mito HollyHock      | 2:3 (t.s.)  | Universidad de Fukuoka                             |
| 11 de octubre | Isahaya     | V-Varen Nagasaki    | 0:4         | Yokohama F. Marinos                                |
| 11 de octubre | Osaka       | Cerezo Osaka        | 1:2         | Fukushima United                                   |
| 11 de octubre | Kawasaki    | Kawasaki Frontale   | 6:1         | Renofa Yamaguchi                                   |
| 11 de octubre | Toyama      | Kataller Toyama     | (4) 0:0 (1) | Fagiano Okayama                                    |
| 11 de octubre | Chōfu       | F.C. Tokyo          | 4:0         | Kamatamare Sanuki                                  |
| 10 de octubre | Maebashi    | Thespa Kusatsu      | 3:1         | Sagawa Shiga                                       |
| 11 de octubre | Akita       | Sony Sendai         | 2:4         | Omiya Ardija                                       |
| 10 de octubre | Sendai      | Vegalta Sendai      | 1:0 (t.s.)  | Zweigen Kanazawa                                   |
| 11 de octubre | Matsumoto   | Matsumoto Yamaga    | 2:0         | Urawa Red Diamonds                                 |
| 11 de octubre | Gifu        | F.C. Gifu           | 1:0         | Tochigi S.C.                                       |
| 11 de octubre | Ōita        | Oita Trinita        | (4) 3:3 (3) | Yokogawa Musashino F.C.                            |
| 12 de octubre | Chiba       | JEF United Chiba    | 3:0         | Honda F.C.                                         |
| 10 de octubre | Kariya      | Nagoya Grampus      | 4:0         | Okinawa Kariyushi                                  |
| 11 de octubre | Tokio       | Tokyo Verdy         | 0:1         | Honda Lock                                         |
| 11 de octubre | Iwata       | Júbilo Iwata        | 2:0         | Universidad de Kōchi                               |
| 11 de octubre | Tokushima   | Tokushima Vortis    | 1:3         | Instituto Nacional de Fitness y Deportes en Kanoya |
| 11 de octubre | Tendō       | Montedio Yamagata   | 2:0         | Universidad Nippon Bunri                           |
| 10 de octubre | Hiratsuka   | Shonan Bellmare     | 0:1         | Universidad de Meiji                               |
| 11 de octubre | Sakai       | Nara Club           | 0:3         | Albirex Niigata                                    |
| 11 de octubre | Kumamoto    | Roasso Kumamoto     | (2) 2:2 (4) | Yokohama F.C.                                      |
| 11 de octubre | Shizuoka    | Shimizu S-Pulse     | 2:0         | Sagawa Printing S.C.                               |
| 11 de octubre | Sapporo     | Consadole Sapporo   | 2:1         | Gainare Tottori                                    |
| 10 de octubre | Kioto       | Kyoto Sanga         | 4:0         | Vertfee Takahara Nasu                              |
| 11 de octubre | Kōfu        | Ventforet Kofu      | (4) 3:3 (3) | Universidad de Kansai                              |

### Tercera ronda
| Fecha           | Ciudad    | Local               | Resultado  | Visitante                                          |
| --------------- | --------- | ------------------- | ---------- | -------------------------------------------------- |
| 31 de octubre   | Kashima   | Kashima Antlers     | 3:0        | Avispa Fukuoka                                     |
| 31 de octubre   | Kōbe      | Vissel Kobe         | 1:0        | Kashiwa Reysol                                     |
| 31 de octubre   | Hiroshima | Sanfrecce Hiroshima | 2:3        | Sagan Tosu                                         |
| 31 de octubre   | Suita     | Gamba Osaka         | 6:1        | Universidad de Fukuoka                             |
| 1 de noviembre  | Yokohama  | Yokohama F. Marinos | 4:1        | Fukushima United                                   |
| 11 de noviembre | Kawasaki  | Kawasaki Frontale   | 3:1        | Kataller Toyama                                    |
| 11 de noviembre | Isahaya   | F.C. Tokyo          | 3:2        | Thespa Kusatsu                                     |
| 31 de octubre   | Saitama   | Omiya Ardija        | 1:2 (t.s.) | Vegalta Sendai                                     |
| 31 de octubre   | Akita     | Matsumoto Yamaga    | 1:4        | F.C. Gifu                                          |
| 1 de noviembre  | Ōita      | Oita Trinita        | 2:3        | JEF United Chiba                                   |
| 1 de noviembre  | Nagoya    | Nagoya Grampus      | 2:0        | Honda Lock                                         |
| 31 de octubre   | Iwata     | Júbilo Iwata        | 3:1 (t.s.) | Instituto Nacional de Fitness y Deportes en Kanoya |
| 31 de octubre   | Tendō     | Montedio Yamagata   | 0:3        | Universidad de Meiji                               |
| 31 de octubre   | Niigata   | Albirex Niigata     | 3:1        | Yokohama F.C.                                      |
| 31 de octubre   | Shizuoka  | Shimizu S-Pulse     | 2:0        | Consadole Sapporo                                  |
| 31 de octubre   | Kioto     | Kyoto Sanga         | 1:2 (t.s.) | Ventforet Kofu                                     |

### Cuarta ronda
| Fecha           | Ciudad    | Local                | Resultado | Visitante         |
| --------------- | --------- | -------------------- | --------- | ----------------- |
| 14 de noviembre | Kashima   | Kashima Antlers      | 2:1       | Vissel Kobe       |
| 14 de noviembre | Hiroshima | Sagan Tosu           | 1:3       | Gamba Osaka       |
| 15 de noviembre | Yokohama  | Yokohama F. Marinos  | 1:2       | Kawasaki Frontale |
| 15 de noviembre | Marugame  | F.C. Tokyo           | 0:3       | Vegalta Sendai    |
| 15 de noviembre | Kumagaya  | F.C. Gifu            | 1:0       | JEF United Chiba  |
| 15 de noviembre | Nagoya    | Nagoya Grampus       | 3:1       | Júbilo Iwata      |
| 15 de noviembre | Tendō     | Universidad de Meiji | 1:3       | Albirex Niigata   |
| 14 de noviembre | Tottori   | Shimizu S-Pulse      | 3:0       | Ventforet Kofu    |

### Cuartos de final
| Fecha           | Ciudad   | Estadio                 | Local           | Resultado  | Visitante         |
| --------------- | -------- | ----------------------- | --------------- | ---------- | ----------------- |
| 12 de diciembre | Kashima  | Estadio de Kashima      | Kashima Antlers | 1:2        | Gamba Osaka       |
| 12 de diciembre | Sendai   | Estadio Yurtec          | Vegalta Sendai  | 2:1 (t.s.) | Kawasaki Frontale |
| 13 de diciembre | Nagoya   | Estadio Atlético Mizuho | Nagoya Grampus  | 3:0        | F.C. Gifu         |
| 12 de diciembre | Shizuoka | Estadio Nihondaira      | Shimizu S-Pulse | 3:2 (t.s.) | Albirex Niigata   |

| 12 de diciembre de 2009, 15:04 | Kashima Antlers | 1:2 (1:1) | Gamba Osaka       | Estadio de Kashima, Kashima                                  |                                                              |
|                                | Tashiro 44'     | Reporte   | Yamazaki 29', 69' | Asistencia: 11.053 espectadores Árbitro(s): Yūichi Nishimura | Asistencia: 11.053 espectadores Árbitro(s): Yūichi Nishimura |

| 12 de diciembre de 2009, 13:04 | Vegalta Sendai              | 2:1 (1:1, 1:0) (t. s.) | Kawasaki Frontale | Estadio Yurtec, Sendai                                  |                                                         |
|                                | Nakashima 35' · Hirase 108' | Reporte                | Murakami 89'      | Asistencia: 18.340 espectadores Árbitro(s): Minoru Tōjō | Asistencia: 18.340 espectadores Árbitro(s): Minoru Tōjō |

| 13 de diciembre de 2009, 15:05 | Nagoya Grampus        | 3:0 (1:0) | F.C. Gifu | Estadio Atlético Mizuho, Nagoya                        |                                                        |
|                                | Kennedy 44', 67', 81' | Reporte   |           | Asistencia: 12.211 espectadores Árbitro(s): Ryūji Satō | Asistencia: 12.211 espectadores Árbitro(s): Ryūji Satō |

| 12 de diciembre de 2009, 13:00 | Shimizu S-Pulse                         | 3:2 (2:2, 1:1) (t. s.) | Albirex Niigata           | Estadio Nihondaira, Shizuoka                             |                                                          |
|                                | Okazaki 11' · Johnsen 86' · Kodama 104' | Reporte                | Matsushita 15' · Yano 88' | Asistencia: 7.905 espectadores Árbitro(s): Hajime Matsuo | Asistencia: 7.905 espectadores Árbitro(s): Hajime Matsuo |

### Semifinales
| Fecha           | Ciudad   | Estadio          | Local          | Resultado   | Visitante       |
| --------------- | -------- | ---------------- | -------------- | ----------- | --------------- |
| 29 de diciembre | Tokio    | Estadio Nacional | Gamba Osaka    | 2:1         | Vegalta Sendai  |
| 29 de diciembre | Shizuoka | Estadio Ecopa    | Nagoya Grampus | (5) 1:1 (3) | Shimizu S-Pulse |

| 29 de diciembre de 2009, 15:03 | Gamba Osaka   | 2:1 (1:0) | Vegalta Sendai | Estadio Nacional, Tokio                                        |                                                                |
|                                | Lucas 3', 65' | Reporte   | Nakahara 58'   | Asistencia: 25.878 espectadores Árbitro(s): Hiroyoshi Takayama | Asistencia: 25.878 espectadores Árbitro(s): Hiroyoshi Takayama |

| 29 de diciembre de 2009, 13:06 | Nagoya Grampus                               | 1:1 (1:1, 0:1) (t. s.)(5:3 p.) | Shimizu S-Pulse                    | Estadio Ecopa, Shizuoka                                    |                                                            |
|                                | Tamada 56' (pen.)                            | Reporte                        | Okazaki 16'                        | Asistencia: 19.578 espectadores Árbitro(s): Masaaki Iemoto | Asistencia: 19.578 espectadores Árbitro(s): Masaaki Iemoto |
|                                |                                              | Tiros desde el punto penal     |                                    |                                                            |                                                            |
|                                | Kennedy · Santos · Tamada · Ogawa · Sugimoto |                                | Ichikawa · Kodama · Hara · Okazaki |                                                            |                                                            |

### Final
| Fecha              | Ciudad | Estadio          | Local       | Resultado | Visitante      |
| ------------------ | ------ | ---------------- | ----------- | --------- | -------------- |
| 1 de enero de 2010 | Tokio  | Estadio Nacional | Gamba Osaka | 4:1       | Nagoya Grampus |

| 1 de enero de 2010, 14:02 | Gamba Osaka                             | 4:1 (1:1) | Nagoya Grampus | Estadio Nacional, Tokio                                 |                                                         |
|                           | Lucas 6' · Endō 77', 89' · Futagawa 86' | Reporte   | Nakamura 40'   | Asistencia: 42.140 espectadores Árbitro(s): Kenji Ōgiya | Asistencia: 42.140 espectadores Árbitro(s): Kenji Ōgiya |

|                                 |
| Bandera de Prefectura de Osaka  |
| Campeón Gamba Osaka 3.er título |